# Talányi Ferenc
Talányi Ferenc (szül. Temlin Ferenc, szlovénül Franc Talanji, vendül Ferenc Talanji) (Brezovicza, 1883. május 23. – Muraszombat, 1959. június 9.) magyarországi szlovén irodalmár, festő, a Dober pajdás (Jó pajtás) c. vend kalendárium alapítója.

## Pályafutása
A mai Vasnyíresen (ma Brezovci, Szlovénia) született, Battyánd mellett Temlin Mihály és Frankó Katalin evangélikus földműves szülőktől. A Temlin család távolabbi felmenői német eredetűek.

Elemi iskolai tanulmányait Battyándon végezte, majd Budapesten és Németországban Berlinben tanult vendéglátó ipari szakmát. Nevét magyarosította később Talányi-ra. Vendéglősként először Magyarországon dolgozott, majd hazament a Vendvidékre (a mai Muravidék), egy időben pedig Stájerországban Ormosd (szlov.: Ormož) mellett dolgozott, azután Regedén volt vendéglős és a város polgármesterévé is megválasztották.
1919-ben a Magyar Tanácsköztársaság idején a kommunista szervező munkából vette ki a részét Budapesten, ahol tagja volt a Kommunista Pártnak. A tanácsállam bukása után visszatért az akkor már Jugoszláviához tartozó Muravidékre. Kommunista múltja sokáig titok volt, majd amikor ez kiderült 1930-ban letartóztatták és Varasdon tartották börtönben. Annak ellenére, hogy támogatója volt korábban a magyarosításnak, 1941-ben a magyar megszállás során átment a Murán és a szlovén kommunista partizán-mozgalomban vállalt részt, ahol Očka (Apácska) néven szerepelt. A háború vége felé sikerült elfogni és letartóztatni. Kilenc évig magyarországi és németországi börtönökben tartották fogva,[forrás?] ahonnét kiszabadult, de azután csak négy évig élt.
A Dober pajdást még ifjúkorában alapította, amelybe elsősorban evangélikus írók írtak, akik támogatták a magyarosítást. Az első világháború után szemmel láthatóan hamar elállt ettől és a Prekmurski glasnik című új, elsősorban szlovén nyelvű újságnak volt a szerkesztője. A Dober pajdást 1923-tól folytatta, ami azonban már Dober pajdaš alakban működött és szlovén nyelven, csak egy rövid ideig, 1941 és 1943 között volt újból vendül. 1942 és 1943 között magyarul is írt, elsősorban verseket.

1955-ben a Pomurski vestnik-ben írt partizán múltjáról. Amatőr festészettel is foglalkozott egy időben.

## Külső hivatkozás
- Talanyi Franc-Očka (Slovenski biografski leksikon)